# Brian McBride
Brian McBride (Arlington Heights, 19 juni 1972) is een voormalig Amerikaans voetballer die zijn carrière in 2010 beëindigde bij Chicago Fire.
De spits is vooral bekend door zijn vele optredens in het Amerikaans voetbalelftal; hij speelde 96 wedstrijden voor het nationale team en scoorde hierin dertig maal.
Hij maakte deel uit van de Amerikaanse WK-selecties in 1998, 2002 en 2006.
Voor de Olympische Spelen van 2008 werd hij opgeroepen voor het olympisch elftal dat tegen het Nederlands Elftal moest spelen. De 36-jarige McBride zat op dat moment zonder club. In de zomer van 2008 werd hij aangetrokken door het Amerikaanse Chicago Fire.